# Simulium ibarakiense
Simulium ibarakiense är en tvåvingeart som beskrevs av Takaoka och Saito 2007. Simulium ibarakiense ingår i släktet Simulium och familjen knott. Inga underarter finns listade i Catalogue of Life.